# Fire - Nessuna via d'uscita
Fire - Nessuna via d'uscita (in russo Огонь?, Ogon', "Fuoco") è un film del 2020 diretto da Aleksej Nužnyj.

## Trama
Aleksej Sokolov, comandante dei vigili del fuoco del servizio di protezione aerea delle foreste, viene a sapere che sua figlia Katia si è innamorata di Roman Il’in, impiegato del Ministero russo per le emergenze. Furioso, il padre coopta subito quest'ultimo nella sua unità per spegnere un vasto incendio boschivo che si è sviluppato; ma le fiamme dell'enorme incendio devastano tutto ciò che incontrano, e i vigili del fuoco si ritrovano intrappolati con gli abitanti del villaggio...